# Засипко Владислав Петрович
Владисла́в Петро́вич Заси́пко (нар. 22 січня 1953, Донецьк) — український радянський боксер-аматор, дворазовий чемпіон Європи, дворазовий чемпіон СРСР, призер чемпіонату світу. Заслужений майстер спорту СРСР (1975).

## Біографія
Народився 22 січня 1953 року в місті Донецьку.
Заняття боксом розпочав у 1965 році у тренера М. Верзілова. Згодом тренувався у тренерів А. Чмутова і Ю. Бухмана.
На любительському ринзі провів 140 боїв, з них переміг у 135. На міжнародному ринзі провів 28 зустрічей, у 25 отримав перемогу.

## Спортивні досягнення
- Заслужений майстер спорту СРСР (1975);
- Чемпіон Європи (1973, 1975);
- Чемпіон СРСР (1974, 1975);
- Бронзовий призер чемпіонату світу (1974).

## Цікаві факти
- У півфінальному поєдинку VI Спартакіади народів СРСР проти Бабана Надирова рішенням суддів з рахунком 3:2 перемогу здобув В. Засипко. Проте сам спортсмен і його тренери вважали, що бій вони програли. Оскільки рішення суддів не відміняється, В. Засипко вийшов до фіналу, переміг там С. Дуряна й став володарем двох золотих медалей: чемпіона СРСР і чемпіона Спартакіади. Одну з них В. Засипко передав Б. Надирову. Поети Д. Кугультінов і М. Дудін присвятили Владиславу Засипку такі рядки:

|  | ...И вот восторг взрывает стадион, Когда в средине, на почетном круге Своей медалью гордый чемпион Соперника венчает по заслуге. |

- Ім'я В. П. Засипка носить Донецька обласна дитячо-юнацька спортивна школа з боксу[1].

## З особистого життя
У вересні 2013 року його, жінку Наталію та прийомну дочку Ольгу намагалися викинути на вулицю донецькі державні виконавці. На його захист прийшли сусіди, колеги по виступах, його учні — загородили вхід в квартиру, вимагаючи відкласти виселення та надати родині оскаржити рішення, заочно винесене літом 2012 року Київським районним судом Донецька. В часі протистояння у пані Наталії стався серцевий напад, її забрала швидка допомога. Свого часу відомий боксер ручився за сестру дружини (в 2006 році) у банку «Фінанси та кредит» на 65 тисяч доларів, з яких сестрина змоглася виплатити лишень 35,000. Станом на 2011 рік по незрозумілих законах позичальниця була винна вже 120,000 долярів. Для врятування родини чемпіон заклав свою трикімнатну квартиру в Донецьку — якійсь громадяні Вікторії Мороз — згідно журналістського розслідування — сестра першого замісника прокурора Донецької области. Двічі Чемпіон Європи не стримував сліз, оповідаючи, як продали його помешкання без його відома.